# Сенниця-Кляви
Сенниця-Кляви (пол. Siennica-Klawy) — село в Польщі, у гміні Чижев Високомазовецького повіту Підляського воєводства.
Населення — 48 осіб (2011).
У 1975-1998 роках село належало до Ломжинського воєводства.

## Демографія
Демографічна структура станом на 31 березня 2011 року:
|          | Загалом | Допрацездатний вік | Працездатний вік | Постпрацездатний вік |
| -------- | ------- | ------------------ | ---------------- | -------------------- |
| Чоловіки | 26      | 7                  | 13               | 6                    |
| Жінки    | 22      | 5                  | 11               | 6                    |
| Разом    | 48      | 12                 | 24               | 12                   |